# مانيش ديال
مانيش ديال (بالإنجليزية: Manish Dayal)‏ مواليد 17 يونيو 1983 في أورانجبورغ، هو ممثل ومنتج أمريكي.

## الأعمال

### أفلام
- صبي الساحر (2010)
- رحلة المائة قدم (2014) (بدور: حسن كادام)

### مسلسلات
- عملاء شيلد
- القانون والنظام: الوحدة الخاصة للضحايا
- ذا غود وايف
- 90210
- القانون والنظام: النية الإجرامية
- سي اس آي: التحقيق في موقع الجريمة

### ألعاب فيديو
- جراند ثفت أوتو IV (2008)
- جراند ثفت أوتو: تشايناتاون ورز (2009)

## روابط خارجية
- مانيش ديال على موقع IMDb (الإنجليزية)
- مانيش ديال على موقع ألو سيني (الفرنسية)
- مانيش ديال على موقع أول موفي (الإنجليزية)
- مانيش ديال على موقع قاعدة بيانات الفيلم (الإنجليزية)
- مانيش ديال على موقع كينوبويسك (الروسية)